# Tar (låt)
Tar är det brittiska New romanticbandet Visages första singel, släppt av Radar Records den 7 september 1979. Den skrevs av Visages samtliga medlemmar. Tar finns också med på Visages debutalbum, Visage. Tar kom inte in på englandslistan.

## Låtlista
1. Tar - 3:27
2. Frequency 7 - 3:05

## Medverkande
- Steve Strange (sång)
- Midge Ure (synthesizer, andresångare)
- Billy Currie (synthesizer)
- John McGeoch (saxofon)
- Rusty Egan (trummor, elektrisk trumprogrammering)
- Barry Adamson (bas)
- Dave Formula (synthesizer)